# Corriente Democrática (Túnez)
La Corriente Democrática, también conocido como Attayar (en árabe: التيار الديمقراطي‎), es un partido político tunecino de tendencia socialdemócrata fundado el 30 de mayo de 2013 por Mohamed Abbou. En la Asamblea de Representantes del Pueblo forman parte del grupo parlamentario Bloque democrático.

## Historia

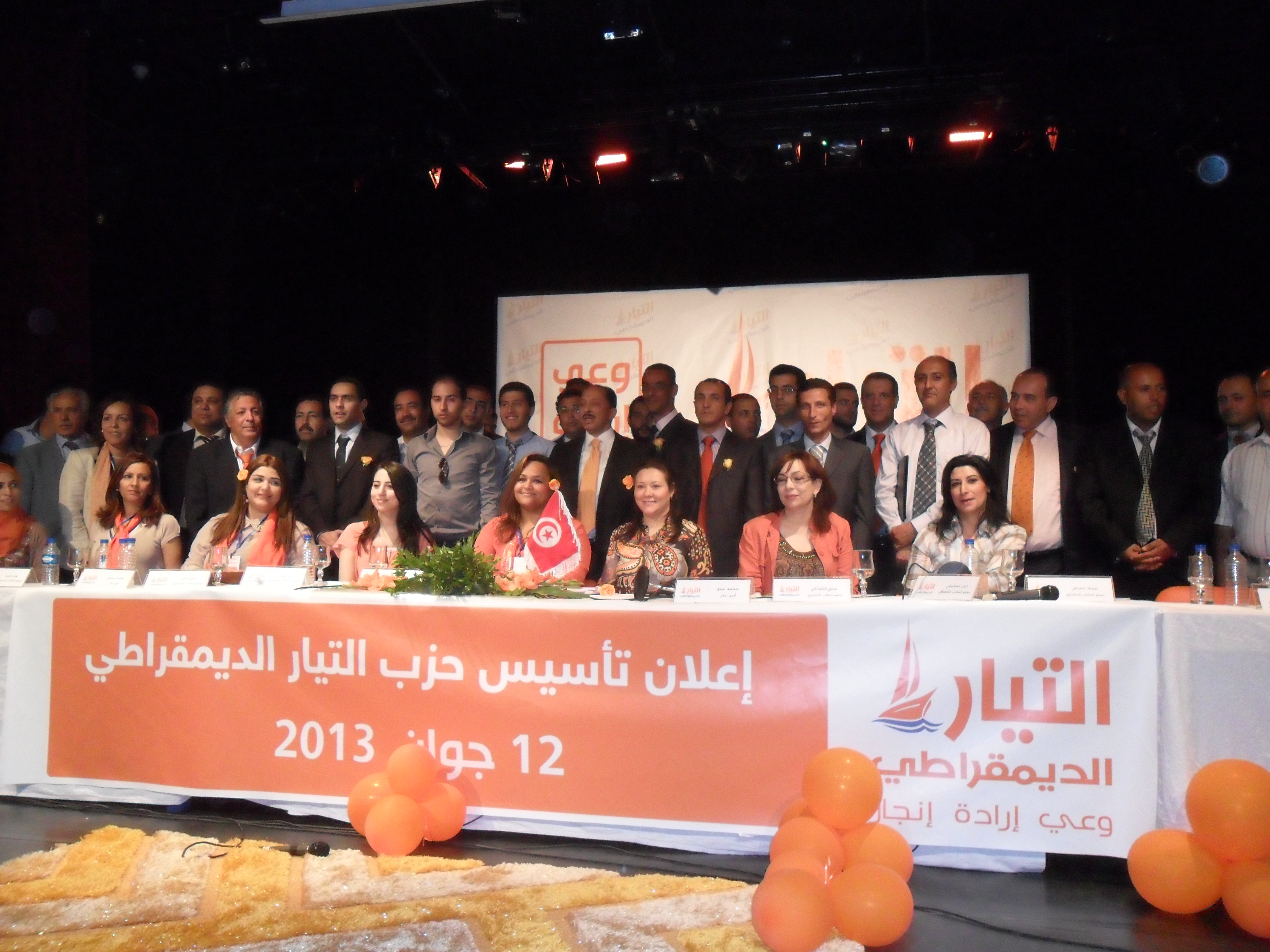
Ceremonia de lanzamiento del partido, 12 de junio de 2013.

Corriente Democrática se funda el 30 de mayo de 2013 Su primer secretario general es Mohamed Abbou, entonces ministro del Primer Ministro, a cargo de la reforma administrativa en el gobierno Hamadi Jebali y exsecretario general del Congreso para la República . 
La plataforma electoral del partido, presentada para las elecciones legislativas de 2014, incluyó varias reformas sociales y económicas. Corriente Democrática presentó a seis mujeres como cabeza de la lista en estas elecciones; el partido logró 1.93% de los votos y tres de sus candidatos fueron elegidos diputados. 
El 27 de marzo de 2016 Ghazi Chaouachi sucede a Mohamed Abbou como secretario general con ocasión del primer congreso del partido.
El 15 de octubre de 2017 la Alianza Democrática se fusiona con la Corriente Democrática. Como resultado, Mohamed Ben Mabrouk Hamdi se convierte en el subsecretario general del partido. 
El 21 de abril de 2019 Mohamed Abbou vuelve a asumir el liderazgo del partido como secretario general reemplazando a Chaouachi y presentando su candidatura a las  elecciones presidenciales de 2019, en el segundo congreso nacional.
El partido quiere ser unificador e inclusivo y se mantiene alejado de los debates ideológicos. Sin embargo, su posición a favor de la igualdad entre hombres y mujeres en la herencia le hizo perder una gran parte de su electorado conservador.

## Estructuras de gobierno

### Secretarios generales

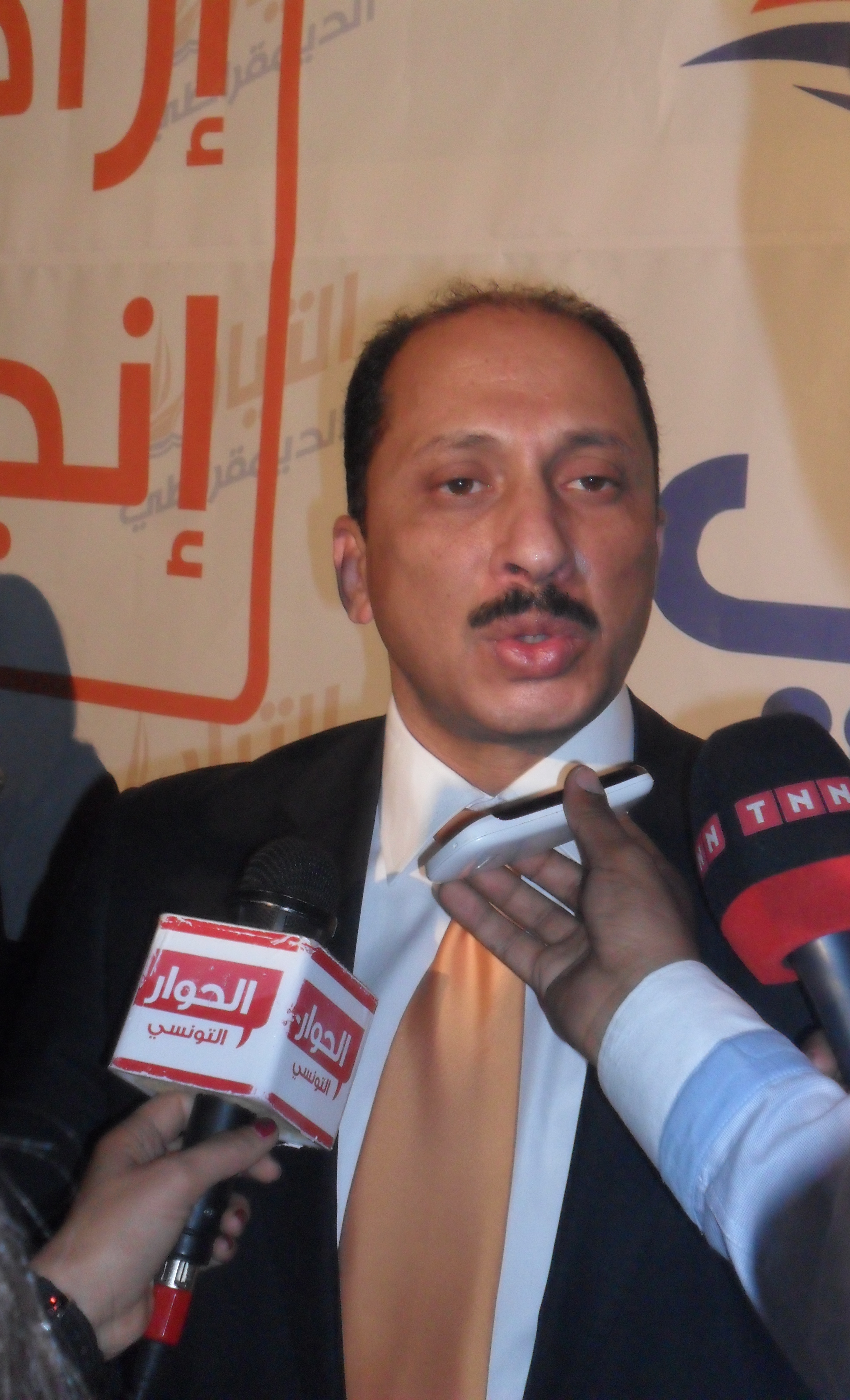
Mohamed Abbou, actual secretario general del partido y candidato a las elecciones presidenciales de 2019.

| Nombre          | Mandato     |
| --------------- | ----------- |
| Mohamed Abbou   | 2013 - 2016 |
| Ghazi Chaouachi | 2016 - 2019 |
| Mohamed Abbou   | 2019 -      |

### Vicesecretario General
| Nombre                    | Mandato     |
| ------------------------- | ----------- |
| Ghazi Chaouachi           | 2013 - 2016 |
| Mohamed Ben Mabrouk Hamdi | 2017 -      |

### Congreso nacional
El Congreso Nacional es la máxima autoridad del partido. Se reúne cada dos años y medio para nombrar al secretario general del partido, renovar las autoridades y determinar el programa de acción. Se reunió en las siguientes fechas   : 
- marzo 2016   : primer congreso ( Túnez );
- abril 2019   : segundo congreso (Túnez

## Resultados electorales

### Elecciones legislativas
| Año  | Votos   | %    | Rango | Escaños | Gobiernos |
| ---- | ------- | ---- | ----- | ------- | --------- |
| 2014 | 65 792  | 1,93 | 7.º   | 3/217   | Oposición |
| 2019 | 183 473 | 6,39 | 4.º   | 22/217  | Oposición |

### Elecciones presidenciales
| Año  | Candidato                                                     | Votos                                                         | %                                                             | Resultado                                                     |                                                               |
| ---- | ------------------------------------------------------------- | ------------------------------------------------------------- | ------------------------------------------------------------- | ------------------------------------------------------------- | ------------------------------------------------------------- |
| 2014 | Sin candidato el partido apoya oficialmente a Moncef Marzouki | Sin candidato el partido apoya oficialmente a Moncef Marzouki | Sin candidato el partido apoya oficialmente a Moncef Marzouki | Sin candidato el partido apoya oficialmente a Moncef Marzouki | Sin candidato el partido apoya oficialmente a Moncef Marzouki |
| 2019 | Mohamed Abbou                                                 | 122 287                                                       | 3,63                                                          | 10.º                                                          |                                                               |

### Elecciones municipales
| Año  | Votos  | Rangos | Puestos  | %    | Alcaldías | %    |
| ---- | ------ | ------ | -------- | ---- | --------- | ---- |
| 2018 | 75 619 | 3.º    | 205/7212 | 2,85 | 3/350     | 0,86 |

## Representación
En las elecciones legislativas de 2019, el partido logró 22 escaños en la Asamblea de Representantes del Pueblo.
Está integrado en el Bloque Democrático.